# Honduras az 1988. évi nyári olimpiai játékokon
Honduras a dél-koreai Szöulban megrendezett 1988. évi nyári olimpiai játékok egyik részt vevő nemzete volt. Az országot az olimpián 3 sportágban 8 sportoló képviselte, akik érmet nem szereztek.

## Atlétika
Férfi
| Versenyző         | Versenyszám     | Előfutam | Előfutam | Előfutam | Negyeddöntő | Negyeddöntő | Negyeddöntő | Elődöntő | Elődöntő | Elődöntő | Döntő   | Döntő    |
| Versenyző         | Versenyszám     | Idő      | Hely.    | Össz.    | Idő         | Hely.       | Össz.       | Idő      | Hely.    | Össz.    | Idő     | Helyezés |
| ----------------- | --------------- | -------- | -------- | -------- | ----------- | ----------- | ----------- | -------- | -------- | -------- | ------- | -------- |
| Jorge Fidel Ponce | 400 m           | 51,11    | 6.       | 68.      | kiesett     | kiesett     | kiesett     | kiesett  | kiesett  | kiesett  | kiesett | kiesett  |
| Jorge Fidel Ponce | 400 m gát       | 55,38    | 8.       | 36.      |             |             |             | kiesett  | kiesett  | kiesett  | kiesett | kiesett  |
| Santiago Fonseca  | 20 km gyaloglás |          |          |          |             |             |             |          |          |          | 1:27:41 | 40.      |
| Rafael Valladares | 20 km gyaloglás |          |          |          |             |             |             |          |          |          | 1:37:09 | 48.      |

## Ökölvívás
| Versenyző        | Versenyszám | Selejtező         | 32-es főtábla             | Nyolcaddöntő      | Negyeddöntő       | Elődöntő          | Döntő             | Helyezés |
| Versenyző        | Versenyszám | Ellenfél Eredmény | Ellenfél Eredmény         | Ellenfél Eredmény | Ellenfél Eredmény | Ellenfél Eredmény | Ellenfél Eredmény | Helyezés |
| ---------------- | ----------- | ----------------- | ------------------------- | ----------------- | ----------------- | ----------------- | ----------------- | -------- |
| Darwin Angeles   | Papírsúly   | erőnyerő          | Sammy Stewart (LBR) · 0:5 | kiesett           | kiesett           | kiesett           | kiesett           | 17.      |
| Roberto Martínez | Középsúly   | erőnyerő          | Esa Hukkanen (FIN) · 0:5  | kiesett           | kiesett           | kiesett           | kiesett           | 17.      |

## Úszás
Férfi
| Versenyző            | Versenyszám    | Előfutam | Előfutam | Előfutam | Döntő   | Döntő   | Döntő   | Helyezés |
| Versenyző            | Versenyszám    | Idő      | Hely.    | Össz.    | Típus   | Idő     | Hely.   | Helyezés |
| -------------------- | -------------- | -------- | -------- | -------- | ------- | ------- | ------- | -------- |
| Pablo Barahona       | 100 m hát      | 1:03,90  | 7.       | 46.      | kiesett | kiesett | kiesett | kiesett  |
| Pablo Barahona       | 200 m hát      | 2:21,61  | 2.       | 38.      | kiesett | kiesett | kiesett | kiesett  |
| Pablo Barahona       | 100 m gyors    | 57,97    | 4.       | 68.      | kiesett | kiesett | kiesett | kiesett  |
| Pablo Barahona       | 50 m gyors     | 25,79    | 2.       | 58.      | kiesett | kiesett | kiesett | kiesett  |
| Plutarco Castellanos | 50 m gyors     | 26,00    | 3.       | 60.      | kiesett | kiesett | kiesett | kiesett  |
| Plutarco Castellanos | 100 m gyors    | 56,11    | 2.       | 64.      | kiesett | kiesett | kiesett | kiesett  |
| Plutarco Castellanos | 100 m pillangó | 1:02,69  | 3.       | 47.      | kiesett | kiesett | kiesett | kiesett  |

Női
| Versenyző  | Versenyszám    | Előfutam | Előfutam | Előfutam | Döntő   | Döntő   | Döntő    | Hely.   |
| Versenyző  | Versenyszám    | Idő      | Hely.    | Össz.    | Típus   | Idő     | Helyezés | Hely.   |
| ---------- | -------------- | -------- | -------- | -------- | ------- | ------- | -------- | ------- |
| Ana Fortin | 50 m gyors     | 28,46    | 5.       | 38.      | kiesett | kiesett | kiesett  | kiesett |
| Ana Fortin | 100 m gyors    | 1:01,11  | 4.       | 44.      | kiesett | kiesett | kiesett  | kiesett |
| Ana Fortin | 100 m hát      | 1:10,10  | 1.       | 33.      | kiesett | kiesett | kiesett  | kiesett |
| Ana Fortin | 200 m hát      | 2:32,13  | 1.       | 29.      | kiesett | kiesett | kiesett  | kiesett |
| Ana Fortin | 100 m pillangó | 1:07,99  | 3.       | 35.      | kiesett | kiesett | kiesett  | kiesett |